# 조냐

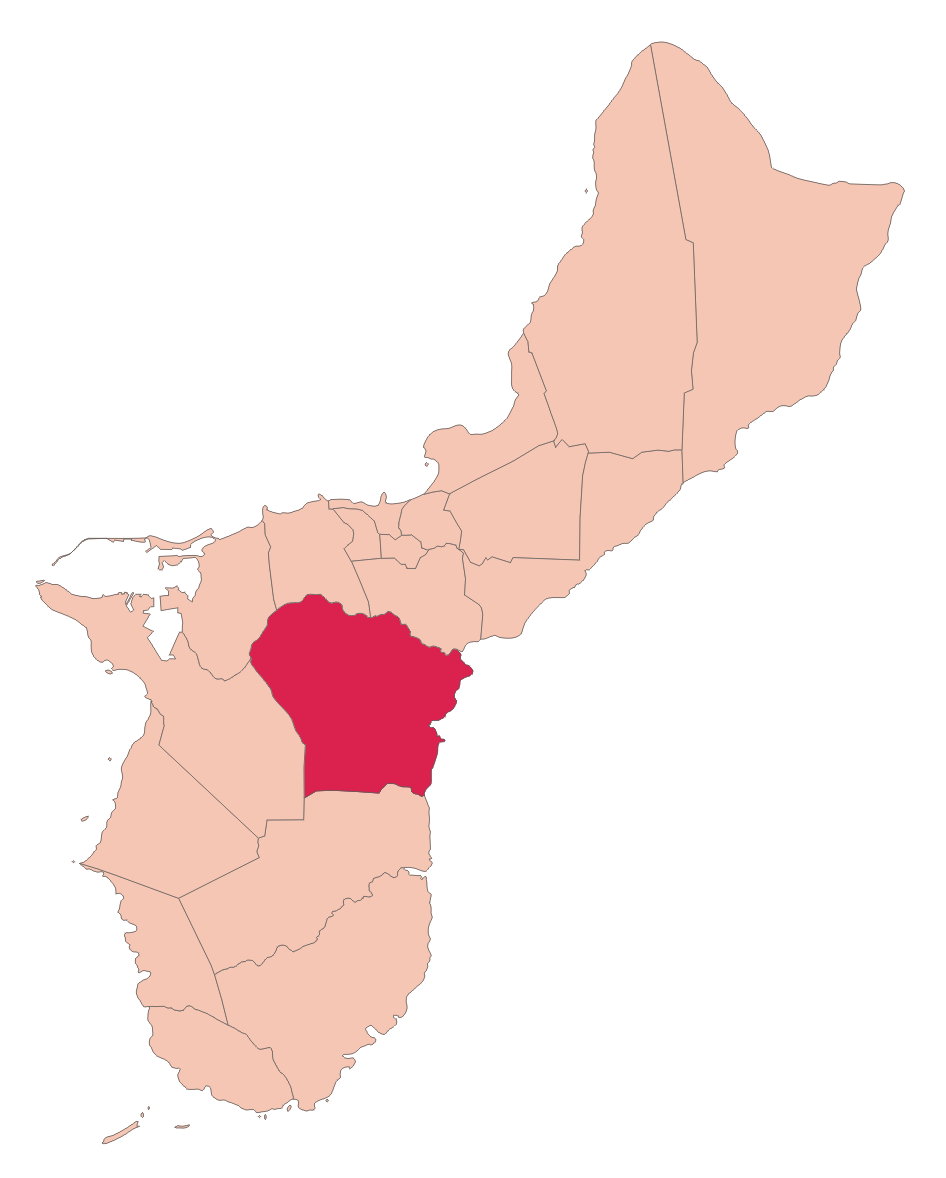
조냐의 위치

조냐(영어: Yona [d͡zoˈɲa], 차모로어: Yoña)는 미국의 자치령인 괌에 위치한 마을로 면적은 50km2, 인구는 6,480명(2010년 기준)이다.